# NGC 1007
NGC 1007 je galaksija u zviježđu Kit.

## Vanjske poveznice
- SEDS: NGC 1007